# Décennie de Nankin

Drapeau de 1928.

L'expression « décennie de Nankin » désigne une période de l'histoire de la république de Chine durant laquelle le Kuomintang affermit son contrôle sur la « Première République » et doit affronter les débuts de la guerre civile contre les communistes. La « décennie » commence en avril 1927, quand Nankin est décrétée capitale par le Kuomintang. Elle se termine avec la seconde guerre sino-japonaise, quand le gouvernement chinois est temporairement transféré à Chongqing. La prise de Nankin par les Japonais en décembre 1937 et le massacre de sa population en marque la fin symbolique.

## Unification de la république de Chine sous la bannière du Kuomintang
Le 18 avril 1927, immédiatement après la rupture sanglante avec les communistes, le gouvernement du Kuomintang dirigé par Tchang Kaï-chek s'installe à Nankin, qu'il décrète nouvelle capitale du pays. L'expédition du nord, chargée de pacifier et d'unifier le pays, est encore en cours. Pendant quelques mois, trois gouvernements se disputent la légitimité en Chine : celui de Tchang Kaï-chek à Nankin, celui de Wang Jingwei à Wuhan, et celui du seigneur de la guerre Zhang Zuolin, auto-proclamé chef de l'État à Pékin. Le gouvernement de Wang Jingwei, faute de moyens financiers et militaires, se disloque dès le mois de septembre et Wang se rallie à la faction de Tchang. Ce dernier, le temps de terminer l'expédition du nord, laisse la tête du parti à son allié Hu Hanmin, et la tête du gouvernement à Tan Yankai, un allié de Wang Jingwei.
L'assaut final est donné début 1928 contre les troupes de la clique du Fengtian. Le 3 juin, Zhang Zuolin fuit Pékin ; il est tué le lendemain dans un attentat organisé par ses alliés Japonais. Les pays étrangers reconnaissent alors Nankin comme capitale de la Chine et son gouvernement comme l'autorité légitime du pays. Un nouveau drapeau national chinois, orné de l'emblème du Kuomintang, remplace le drapeau à cinq couleurs. Si des seigneurs de la guerre contrôlent encore certaines zones, Tchang Kaï-chek apparaît maitre du jeu et, courant 1928, reprend officiellement son poste de chef de l'État, qu'il va cumuler en 1930 avec celui de chef du gouvernement. Le 29 décembre 1928, Zhang Xueliang, fils de Zhang Zuolin, annonce le ralliement de ses troupes au gouvernement de Nankin, évènement désigné sous le nom de réunification chinoise.

### Le gouvernement de Nankin

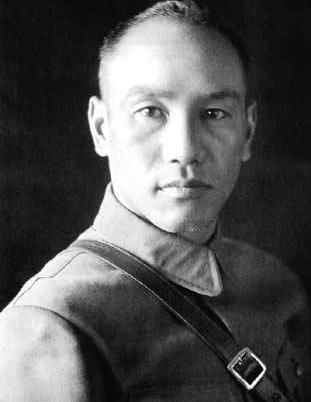
Tchang Kaï-chek.

Le gouvernement du Kuomintang adopte une constitution provisoire et annonce un programme de reconstruction économique et de réformes sociales. Le gouvernement modernise les systèmes légaux et pénaux, stabilise les prix, tente de résorber la dette, réforme le système bancaire, améliore l'infrastructure ferroviaire et routière et les équipements de santé publique, légifère contre le trafic de stupéfiants, et augmente la productivité industrielle et agricole.
Des progrès sont également faits dans l'éducation, et, dans le but d'unifier la société chinoise, un programme pour promouvoir la langue nationale et limiter ses variations dialectales est lancé.
Son objectif est la reconquête des droits de souveraineté, et les pressions étrangères sur la Chine sont modérées par la diplomatie. Le gouvernement de Nankin dénonce les traités inégaux qui arrivent à échéance, et les puissances étrangères restituent les deux tiers des concessions tout en gardant les plus importantes. La Chine retrouve l’autonomie de ses ports.
Le gouvernement nationaliste connaît cependant trois échecs majeurs : en matière agricole, les réformes agraires prévues dans le programme du Kuomintang ne sont pas appliquées ; en matière économique, le gouvernement de Nankin n’arrive pas à établir son budget ; en matière de démocratie, aucun progrès n'est fait, et Tchang Kaï-chek, non élu et tirant sa légitimité de son statut de chef militaire, pratique une politique de plus en plus autocratique.

## Affrontements internes au camp nationaliste
En mars 1929, une partie des dirigeants militaires ralliés au Kuomintang, parmi lesquels Li Zongren et Bai Chongxi, s'opposent au programme de Tchang Kaï-chek qui risque d'aboutir à une diminution de leur influence. Li Zongren s'allie à Wang Jingwei, puis aux chefs militaires Yan Xishan et Feng Yuxiang. De mai à novembre 1930, les factions s'affrontent militairement dans l'épisode dit de la « guerre des Plaines centrales ». Si Tchang Kaï-chek remporte la victoire, le conflit aboutit à ruiner quasiment le gouvernement de Nankin, tout en affaiblissant considérablement la défense de la Mandchourie du fait des déplacements de troupes.

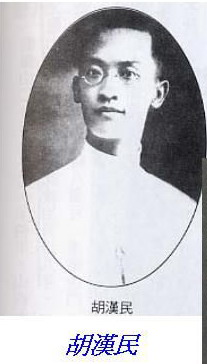
Hu Hanmin.

En février 1931, à la suite d'un désaccord sur le projet de constitution, Tchang Kaï-chek fait arrêter Hu Hanmin, président du comité central du Kuomintang. Sous la pression de l'appareil du parti, il doit bientôt le faire libérer. Hu se réfugie dans son fief du sud de la Chine et organise sa propre faction, dénonçant la dictature de Tchang. Le parti semble à nouveau au bord de la rupture violente.

## Les bases révolutionnaires communistes
Après la rupture du premier front uni, la plupart des agents du Komintern, comme Mikhaïl Borodine, sont rappelés de Chine. L'Union soviétique abandonne peu ou prou le Parti communiste chinois à son sort.
Devant l'échec de ses premiers soulèvements, les communistes chinois changent de stratégie et déplacent le centre de ses actions vers les campagnes, dans le but de constituer localement des bases révolutionnaires via des actions de guérilla.

### La République soviétique chinoise (1931-1937)
Les communistes procèdent à une réforme agraire dans leurs fiefs ruraux, en confisquant les terres aux propriétaires fonciers, et en les répartissant entre les paysans. Le 7 novembre 1931 à Ruijin (province du Jiangxi), les territoires sous contrôle communiste sont officiellement fédérés, créant la « République soviétique chinoise », dont Mao Zedong devient le président.

## L’expansionnisme japonais en Chine
En septembre 1931, l'empire du Japon envahit la Mandchourie et s’empare des trois provinces chinoises du Nord-est (Liaoning, Jilin, Heilongjiang), établissant sur les territoires annexés le nouvel État du Mandchoukouo. Devant cet échec, Tchang Kaï-chek quitte le pouvoir en décembre, tout en demeurant chef de l'Armée nationale révolutionnaire. Le nouveau gouvernement, dirigé par Wang Jingwei, n'a pas les moyens de lutter contre les Japonais. À partir de janvier 1932, de nouveaux heurts entre troupes japonaises et chinoises favorisent le retour de Tchang sur le devant de la scène, en le faisant apparaître comme un chef militaire indispensable. Considérant ses troupes comme encore trop faibles pour affronter directement les Japonais, Tchang privilégie cependant la lutte contre les communistes.

## La Longue Marche et l’ascension de Mao
Les nationalistes entrent en guerre contre la « République soviétique chinoise ». Entre 1932 et 1934, son territoire est plusieurs fois encerclé par les nationalistes, lors de cinq campagnes militaires successives. À l’automne 1934, le dernier assaut donné par l'Armée nationale révolutionnaire, sous le commandement personnel de Tchang Kaï-chek, est fatal au soviet du Jiangxi, principal territoire de la République soviétique : les troupes communistes s’enfuient en direction du Shaanxi où existe une base territoriale du PCC. La longue marche dure un an pour parcourir 9 600 km. Sur les 100 000 partisans qui prennent le départ, 30 000 survivent aux escarmouches contre les nationalistes, à la faim et au froid, aux blessures et aux maladies. Cela provoque une redistribution des influences au sein du parti : Mao Zedong émerge comme chef incontesté du parti communiste.

## Accord entre nationalistes et communistes
En 1936, Tchang Kaï-chek continue de concentrer ses efforts sur les communistes, tandis que les Japonais multiplient les opérations, suscitant notamment un soulèvement d'un gouvernement autonomiste en Mongolie-Intérieure, tentant d'annexer de nouveaux territoires.
Zhang Xueliang décide de forcer la main à Tchang Kaï-Chek pour que ce dernier accepte de réaliser avec les communistes un nouveau front uni, dirigé cette fois contre les Japonais. Le 12 décembre, il prend Tchang en otage et l'oblige à négocier avec les délégations envoyés par les communistes. L'accord de Xi'an est conclu le 24 décembre, les troupes communistes intégrant celles du Kuomintang. Tchang fait arrêter Zhang immédiatement après sa libération, mais ne dénonce pas l'accord.

## Guerre contre les Japonais
En juillet 1937, les Japonais déclenchent la guerre ouverte en envahissant l'Est de la Chine. En décembre 1937, Nankin est prise d'assaut par les troupes japonaises, et le gouvernement chinois se déplace à Chongqing, marquant la fin de la « décennie de Nankin ».

## Cartes de la Chine

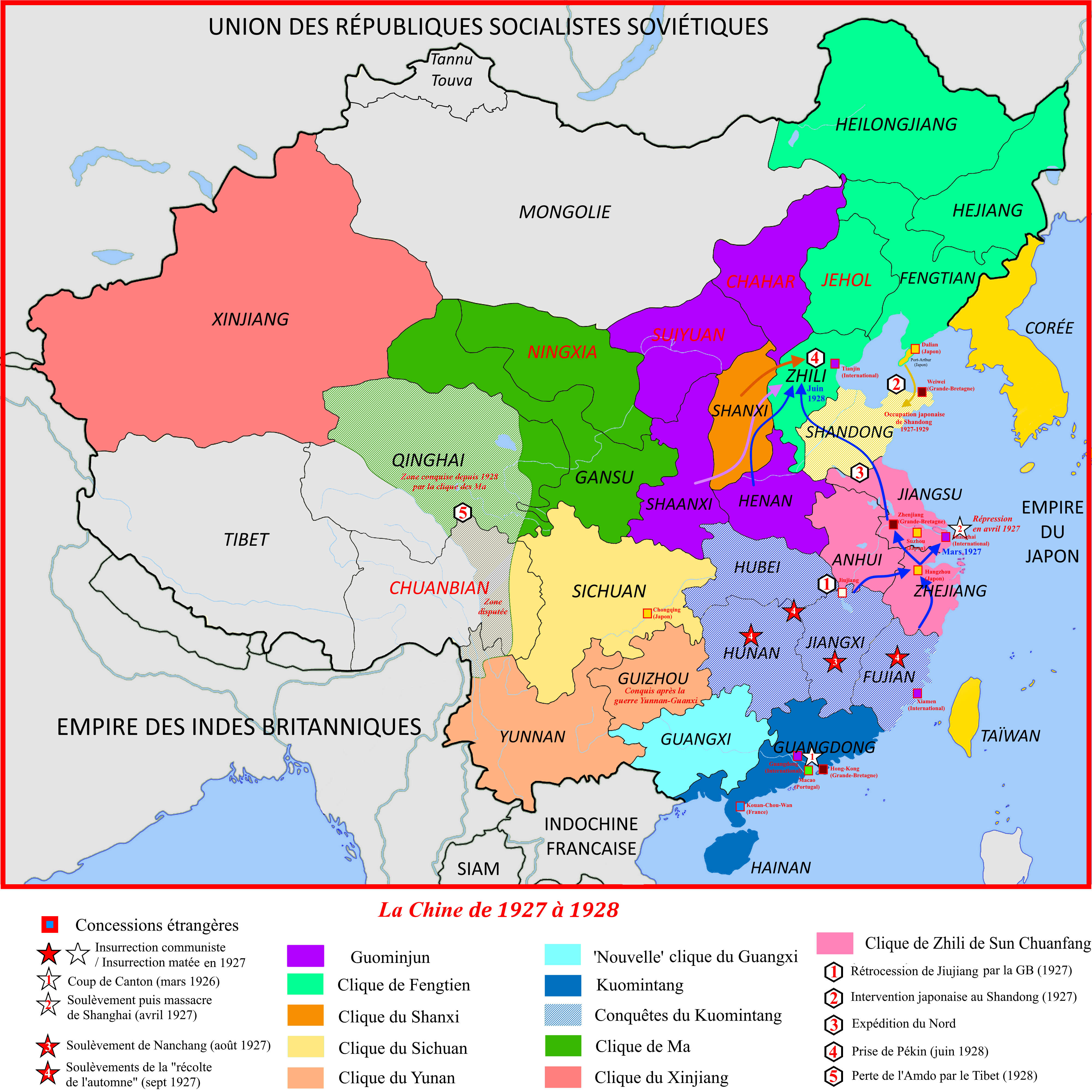
De 1927 à 1928.
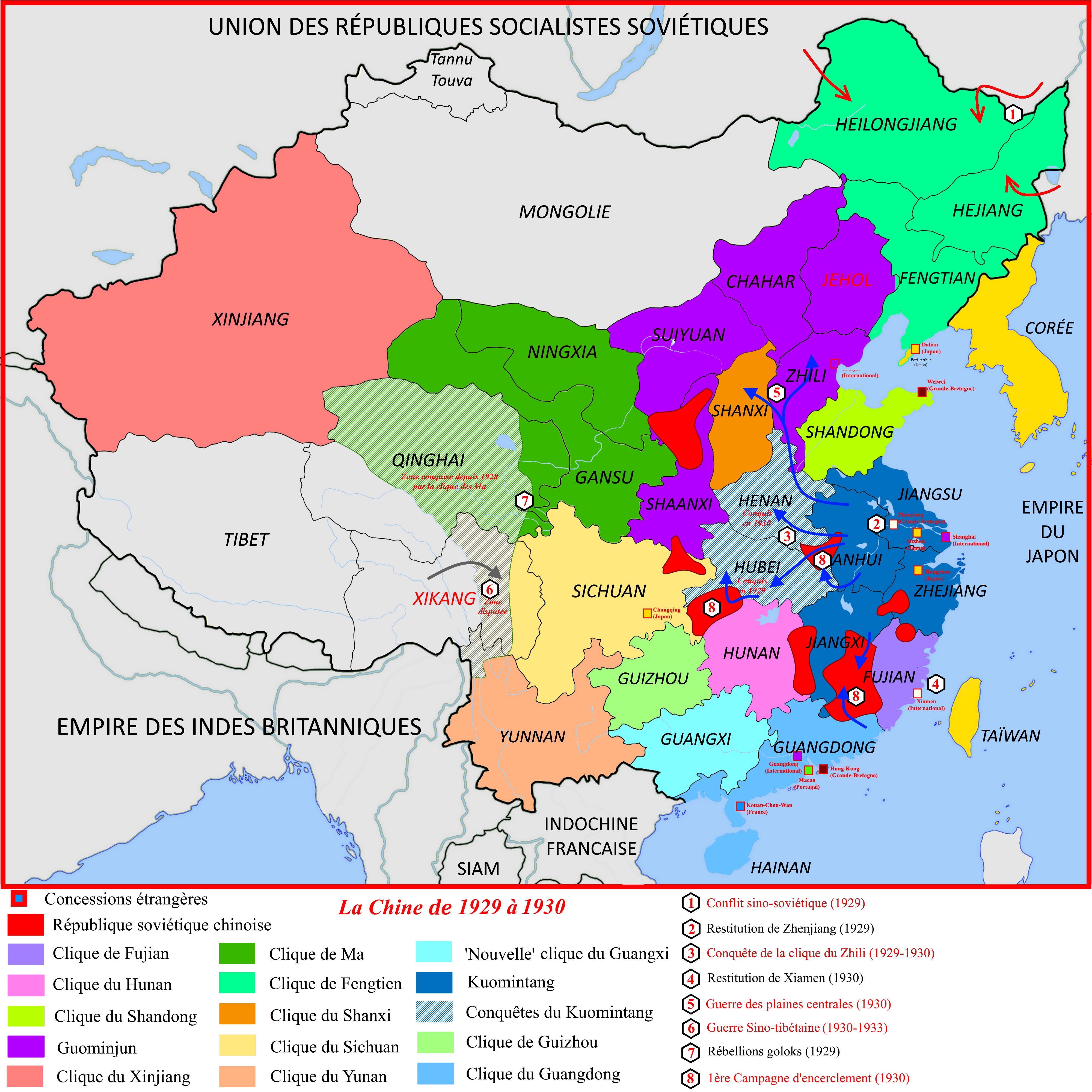
De 1929 à 1930.